# 南安タクシー
南安タクシー有限会社（なんあんタクシー）は、長野県安曇野市の穂高・豊科・三郷・堀金を営業区域とするタクシー会社。社団法人日本バス協会の会員にはなっていない。地元住民からは、通称、南安（なんあん）として親しまれている。

## 概要
本社は長野県安曇野市豊科5951番地にある。
2019年3月22日付で同じ市内に本社を置くバイタル交通が廃業に伴い同社のタクシー事業を譲受した。

## 乗合バス
- あづみ野周遊バス - 安曇観光タクシー・明科第一交通と共同で季節運行。
- 中房温泉行定期バス - 安曇観光タクシーと共同で季節運行。

## 受託運行
- 安曇野市豊科地域振興バスぐるまるくん - 旧豊科町から継承した、豊科地区のコミュニティバス。
- あづみん - 2007年（平成19年）9月10日より運行開始したデマンド交通。かつて旧堀金村は既にうららカーという豊科駅と堀金地区を結ぶ乗合タクシーを運行していたが市町村合併で安曇野市に継承され、あづみん運行開始に伴いうららカーは休止された。
- ほしみ線 - 松本市の三才山地区から松本駅を結ぶ地域主導型コミュニティバス。アルピコ交通の旧三才山線（現 岡田線）の部分廃止に伴い2016年（平成28年）11月1日より運行開始。